# Augustin Ivančík
Augustin Ivančík, (* 1950), někde chybně uváděný jako Miroslav Ivančík, je bývalý český fotbalový brankář.

## Fotbalová kariéra
V československé lize hrál za Baník Ostrava. Nastoupil v 10 ligových utkáních. V Poháru vítězů pohárů nastoupil v roce 1973 za Baník v utkání 1. kola s irským týmem Cork Hibernians FC. Z Baníku Ostrava přestoupil do Spartaku Hradec Králové.

## Ligová bilance
| Ročník                                   | Zápasy | Góly | Klub                   |
| ---------------------------------------- | ------ | ---- | ---------------------- |
| 1. československá fotbalová liga 1973/74 | 10     | 0    | Baník Ostrava          |
| 2. československá fotbalová liga 1974/75 | -      | -    | Spartak Hradec Králové |
| CELKEM                                   | 10     | 0    |                        |